# بيل ماكوراي
بيل ماكوراي (بالإنجليزية: Bill McMurray)‏ هو مدرب كرة قدم ولاعب كرة قدم بريطاني، ولد في 9 مارس 1943 في غلاسكو في المملكة المتحدة، وتوفي في 12 مايو 2017. لعب مع نادي ألبيون روفرز ونادي دمبرتون.